# 新潟市立五十嵐中学校
新潟市立五十嵐中学校（にいがたしりつ いからしちゅうがっこう）は、新潟県新潟市西区上新栄町五丁目に所在する新潟市立中学校。

## 概要
1977年に開校。全校生徒数664名（1年214名・2年200名・3年250名、2023年度現在）

## 現在の部活動

### 運動部
- 男子バドミントン部
- 女子バドミントン部
- 陸上競技部
- サッカー部
- 野球部
- バレーボール部（女子）
- 男子ソフトテニス部
- 女子ソフトテニス部
- 卓球部（男女混合）
- 剣道部
- 男子バスケットボール部
- 女子バスケットボール部

### 文化部
- 吹奏楽部
- 箏曲部
- 美術部
- コンピュータ部
- 茶道部

### 特設部
- 水泳部
- 柔道部
- 硬式テニス部

### 以前に在った部活動
- 演劇部
- 男子バレーボール部
- アニメ・マンガ部
- ダンス部
- 硬式テニス部
- 科学部（平成28年度の活動を最後に廃部）
- ソフトボール部
- 女子卓球部（2022年4月に卓球部として復活）

### 備考
- 男子バレーボール部は存在しない。
- 陸上部、野球部、卓球部、剣道部、吹奏楽部、美術部、PC部、茶道部、箏曲部は男女混合である。

## 沿革
- 1977年4月1日 - 生徒数増加に伴い坂井輪中学校から分離独立、新潟市立五十嵐中学校として開校。

## 通学区域
#外部リンクを参照。

### 進学前小学校
- 新潟市立真砂小学校
- 新潟市立五十嵐小学校

## 交通
- JR東日本 ■越後線 寺尾駅より徒歩17分
- 新潟交通 ■W1有明線「五十嵐中学前」バス停より徒歩2分
- 坂井輪コミュニティバス「五十嵐中学前」バス停より徒歩2分
- E8北陸自動車道 新潟西インターチェンジより車20分
- 国道116号（新潟西バイパス） 亀貝インターチェンジより車15分

## 著名出身者
- 関口正大 - プロサッカー選手
- 渡辺新太 - プロサッカー選手(大分トリニータ)